# Fosnøy
Fosnøy ou Fosnøyna, est une île norvégienne du comté de Hordaland appartenant administrativement à Austrheim.

## Description
Rocheuse et couverte d'une légère végétation, elle s'étend sur environ 10,7 km de longueur pour une largeur approximative de 4,7 km. 